# Pyongchon
P'yŏngch'ŏn-guyŏk (Hán Việt: Bình Xuyên khu vực) là một trong 19 đơn vị hành chính của thủ đô Bình Nhưỡng tại Cộng hòa Dân chủ Nhân dân Triều Tiên. Khu vực giáp với sông Đại Đồng ở phía nam và giáp với sông Potong (Phổ Thông) ở phía bắc và tây, phía đông là Trung khu vực, phân tách nhau bằng tuyến đường sắt. Pyongchon trở thành một "khu vực" vào tháng 10 năm 1960. Khu vực được biết đến nhiều vì là nơi có Nhà máy nhiệt điện P'yongchon, là nguồn cung cấp điện cho khu vực trung tâm Bình Nhưỡng. Khu vực cũng là nơi dặt Trường và Studio Nghệ thuật Mansudae, Đại học Thương mại Jang Chol Gu Bình Nhưỡng, Đại học Nghệ thuật Kỹ nghệ In ấn Bình Nhưỡng và Tập đoàn Hợp tác Okryu Triều Tiên. Với du khách nước ngoài, khu vực đáng chú ý vì là nơi có khách sạn Pothong và Nhà khách Ansan Chodasso.

## Hành chính
Pyongchon được chia thành 17 đơn vị hành chính nhỏ hơn được gọi là tong/dong (động):
| Phiên âm          | Chosŏn'gŭl | Hancha  | Hán Việt          |
| ----------------- | ---------- | ------- | ----------------- |
| Ansan-1dong       | 안산동     | 鞍山1洞 | An Sơn-1 động     |
| Ansan-2dong       | 안산동     | 鞍山2洞 | An Sơn-2 động     |
| Puksŏng-1dong     | 북성동     | 北城1洞 | Bắc Thành-1 động  |
| Puksŏng-2dong     | 북성동     | 北城2洞 | Bắc Thành-2 động  |
| Kansŏng-dong      | 간성동     | 干城洞  | Can Thành động    |
| Pongji-dong       | 봉지동     | 鳳池洞  | Phượng Trì động   |
| Chŏngpy'ŏng-dong  | 정평동     | 井平洞  | Tĩnh Bình động    |
| Ponghak-dong      | 봉학동     | 鳳鶴洞  | Phượng Hạc động   |
| Haeun-1dong       | 해운동     | 海運1洞 | Hải Vận-1 động    |
| Haeun-2dong       | 해운동     | 海運2洞 | Hải Vận-2 động    |
| Pongnam-dong      | 봉남동     | 鳳南洞  | Phượng Nam động   |
| Ryukkyo-1dong     | 륙교동     | 陸橋1洞 | Lục Kiều-1 động   |
| Ryukkyo-2dong     | 륙교동     | 陸橋2洞 | Lục Kiều-2 động   |
| P'yŏngch'ŏn-1dong | 평천동     | 平川1洞 | Bình Xuyên-1 động |
| P'yŏngch'ŏn-2dong | 평천동     | 平川2洞 | Bình Xuyên-2 động |
| Saemaul-dong      | 새마을동   |         |                   |